# Berliner TuFC Elf
Berliner TuFC Elf was een Duitse voetbalclub uit het Berlijnse stadsdeel Berlin-Schöneberg. De naam Elf duidt niet op elftal maar op de elfde maand van het jaar, de maand waarin de club werd opgericht. 
De club nam tussen 1904 en 1906 deel aan de competitie van de Markse voetbalbond. Beste plaats was een zevende in 1905/06. 
In 1912 fuseerde de club met Berliner FC Hubertus 05 tot Berliner SC Hubertuself. Deze club fuseerde op zijn beurt in 1923 met Sportlust-Borussia 1899 Schöneberg tot Schöneberger FC Kickers 1900.